# Космос-2329
Космос-2329 је један од преко 2400 совјетских вјештачких сателита лансираних у оквиру програма Космос.
Космос-2329 је лансиран са космодрома Плесецк, Русија, 19. фебруара 1996. Ракета-носач Циклон-3 је поставила сателит у орбиту око планете Земље. 